# Le rêve passe (film)
Pour plus de détails, voir Fiche technique et Distribution.
Le rêve passe est un film muet français réalisé par Louis Feuillade ,sorti en 1911.

## Fiche technique
- Titre : Le rêve passe
- Réalisation et scénario : Louis Feuillade
- Société de production : Société des Établissements L. Gaumont
- Pays de production :  France
- Langue : film muet avec les intertitres  en français
- Format : Noir et blanc — 35 mm — 1,33:1 — Muet
- Métrage :
- Genre :
- Durée :
- Dates de sortie :
  - France : 1911